# Sainte-Croix-de-Saint-Lô
Pour un article plus général, voir Saint-Lô.
Sainte-Croix-de-Saint-Lô est une ancienne commune française qui a été rattachée le 1er mars 1964 à la commune de Saint-Lô en même temps que Saint-Thomas-de-Saint-Lô.

## Géographie
La commune s'étendait à l'est de la ville de Saint-Lô. Le territoire commençait au niveau du Bois Jugan jusqu'au moulin de Cantepie et faisait un arc de cercle jusqu'au nord au niveau du moulin l'abbé et la route d'Isigny.
Une grande partie du quartier de l'Aurore était incluse ; on retrouve la limite sur la route de Bayeux au niveau d'une casemate un peu ébréchée.
L'église Sainte-Croix ou le haras national n'était pas sur le territoire de la commune.

## Politique et administration
| Période                                                                                 | Période | Identité         | Étiquette | Qualité |
| --------------------------------------------------------------------------------------- | ------- | ---------------- | --------- | ------- |
| 1914                                                                                    | 1925    | Alexandre Marie  |           |         |
| 1925                                                                                    | 1929    | Jules Tréfeu     |           |         |
| 1929                                                                                    | 1944    | Eugène Chouquais |           |         |
| 1945                                                                                    | 1964    | Albert Dubos     |           |         |
| Une partie des données est issue d'une liste établie par Jean Pouëssel et René Gautier. |         |                  |           |         |

## Démographie
| 1793 | 1800 | 1806 | 1821 | 1831 | 1836 | 1841 |
| ---- | ---- | ---- | ---- | ---- | ---- | ---- |
| 718  | 750  | 767  | 820  | 752  | 706  | 763  |

| 1846 | 1851 | 1856 | 1861 | 1866 | 1872 | 1876 |
| ---- | ---- | ---- | ---- | ---- | ---- | ---- |
| 757  | 765  | 767  | 739  | 722  | 715  | 731  |

| 1881 | 1886 | 1891 | 1896 | 1901 | 1906 | 1911 |
| ---- | ---- | ---- | ---- | ---- | ---- | ---- |
| 676  | 676  | 674  | 682  | 729  | 744  | 701  |

| 1921 | 1926 | 1931 | 1936 | 1946 | 1954 | 1962 |
| ---- | ---- | ---- | ---- | ---- | ---- | ---- |
| 553  | 608  | 632  | 607  | 605  | 658  | 660  |

## Lieux et monuments

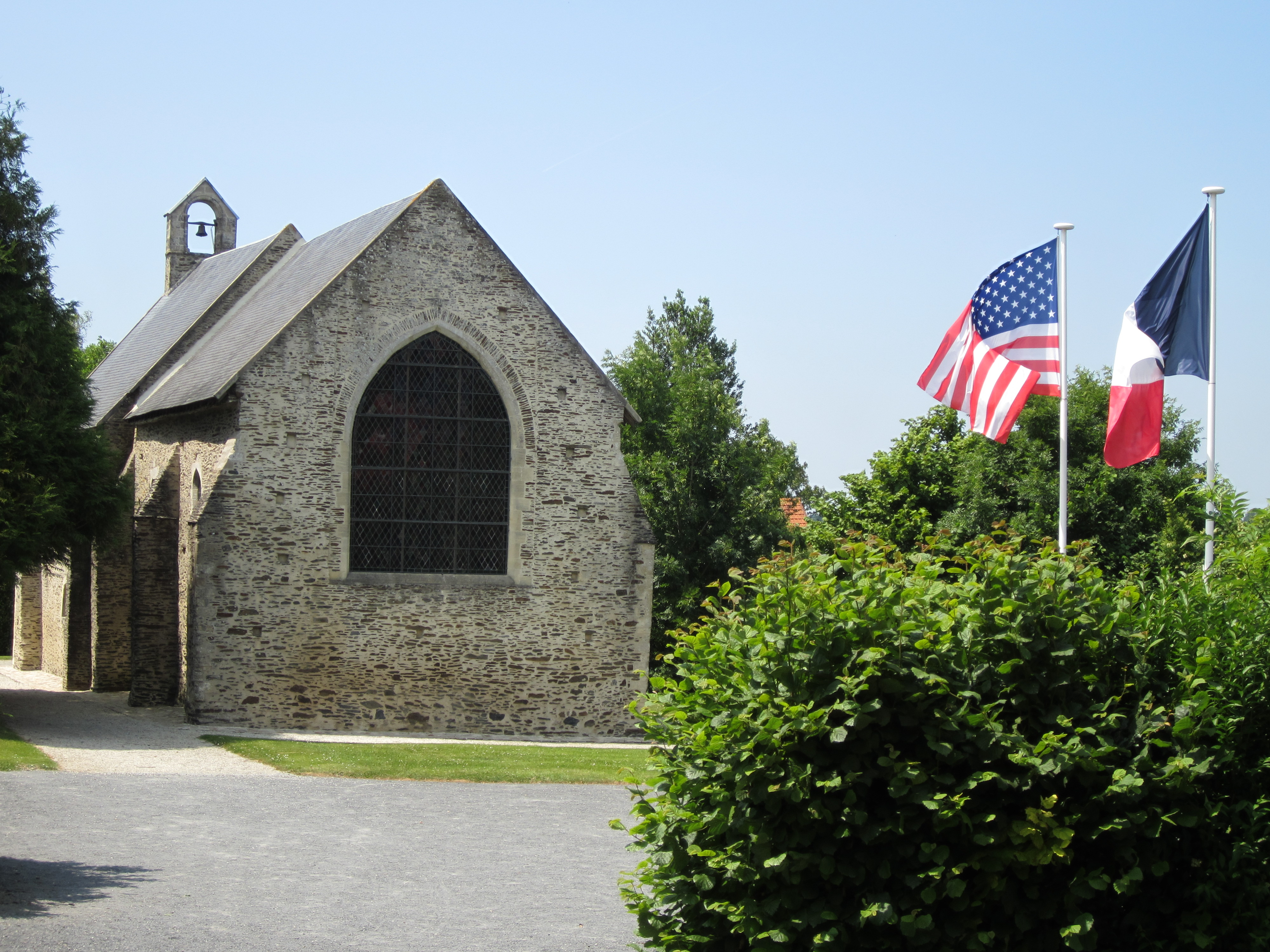
Chapelle de la Madeleine.

- Chapelle de la Madeleine de Saint-Lô (XIIe – XIIIe siècles). Elle est le dernier vestige d'une léproserie inscrite en 1974 au titre des monuments historiques[3]. L'édifice fut racheté en 1988 par la ville de Saint-Lô qui le dédia à la mémoire des soldats US qui ont délivré Saint-Lô[1].

## Culture et sport
La commune avait son propre club de football dès 1901, l'US Sainte-Croix-de-Saint-Lô. Ce club existe toujours et évolue à un bon niveau.